# Mitsugi Sarudate
Mitsugi Sarudate (猿館 貢, Iwate, 18 de dezembro de 1962) é um ex-ciclista olímpico japonês. Sarudate representou seu país durante os Jogos Olímpicos de Verão de 1984 e nos Jogos Asiáticos de 1982.